# 야나기하라촌 (나가노현 시모미노치군)
야나기하라촌(柳原村)은 나가노현 시모미노치군에 있던 촌이다. 현재의 이야마시에 해당한다.

## 역사
- 1889년 4월 1일 - 정촌제 시행에 의해 이야마정을 포함한 2개 촌의 구역을 확장해 시모미노치군 야나기하라촌이 성립하였다.
- 1954년 8월 1일 -  시모미노치군 이야마정, 아키쓰촌, 도자마촌, 도키와촌, 시모타카이군 기지마촌, 미즈호촌과 합병해 이야마시가 성립하여 동일 야나기하라촌은 폐지되었다.

## 참고문헌
- 角川日本地名大辞典 20 長野県